# بزيني
بزيني أو فيتسيني (بالإيطالية: Vizzini)‏ هي بَلدة وكومونا إيطالية تقع بمقاطعة كاتانيا على جزيرة صقلية. تتواجد فيتسيني بين الجبال الهيبليانية أقصى شمال منحدرات جبل لورو وتبعد عن كاطانيا ب60 كيلومتراً.
تُحد بلدة فيتسيني حسب التقسيم الإداري الإيطالي ببلدات فرانكوفونتي وبوكيري وجاراتانا وليكوديا يوبيا وميليتيلو في فال دي كاتانيا إضافة إلى بلدة مينيو.

## تاريخ
ذَكر كلٌ من بلينيوس الأكبر وشيشرون بلدة فيتسيني تحت اسم "بيديس"، وهي مدينة رومانية تأسست بالمنطقة التي لم تكن مؤهولة منذ ما قبل التاريخ.